# Kolappalur
Kolappalur é uma panchayat (vila) no distrito de Erode, no estado indiano de Tamil Nadu.

## Demografia
Segundo o censo de 2001,  Kolappalur  tinha uma população de 8717 habitantes. Os indivíduos do sexo masculino constituem 50% da população e os do sexo feminino 50%. Kolappalur tem uma taxa de literacia de 59%, inferior à média nacional de 59.5%: a literacia no sexo masculino é de 68% e no sexo feminino é de 50%. Em Kolappalur, 10% da população está abaixo dos 6 anos de idade.